# Solopaca
Solopaca község (comune) Olaszország Campania régiójában, Benevento megyében.

## Fekvése
A megye nyugati részén fekszik, 45 km-re északkeletre Nápolytól, 20 km-re északnyugatra a megyeszékhelytől. Határai: Castelvenere, Frasso Telesino, Guardia Sanframondi, Melizzano, Telese Terme és Vitulano.

## Története
Első említése a 12. századból származik. A következő századokban nemesi birtok volt. A 19. században nyerte el önállóságát, amikor a Nápolyi Királyságban felszámolták a feudalizmust.

## Népessége
A népesség számának alakulása:

## Főbb látnivalói
- SS. Corpo di Cristo-templom
- Madonna del Roseto-templom
- San Mauro-templom
- San Martino-templom